# Xã Minnewaukan, Quận Ramsey, Bắc Dakota
Xã Minnewaukan (tiếng Anh: Minnewaukan Township) là một xã thuộc quận Ramsey, tiểu bang Bắc Dakota, Hoa Kỳ. Năm 2010, dân số của xã này là 199 người.